# جوناس فالك
جوناس فالك (بالسويدية: Jonas Falk)‏ هو ممثل سويدي، ولد في 3 أغسطس 1944 في السويد، وتوفي في 26 ديسمبر 2010.

## وصلات خارجية
- جوناس فالك على موقع IMDb (الإنجليزية)
- جوناس فالك على موقع أول موفي (الإنجليزية)
- جوناس فالك على موقع قاعدة بيانات الأفلام السويدية (السويدية)
- جوناس فالك على موقع قاعدة بيانات الفيلم (الإنجليزية)
- جوناس فالك على موقع كينوبويسك (الروسية)